# Younes El Mechrafi
Younes El Mechrafi est né en 1965 à Rabat. Il est depuis le 16 novembre 2009 le directeur général de la Marocaine des jeux et des sports (MDJS).

## Formation
Il détient une maîtrise MIAGE ainsi qu'un DESS en génie informatique de l'université de Lille I[réf. souhaitée].

## Parcours
Il a commencé sa carrière en tant qu'enseignant-chercheur au sein d’une unité du CNRS à l’université de Valenciennes en France.
De retour au Maroc, il a été directeur général de la SOMAV, puis il a fondé une société de services en ingénierie informatique informatique (Concis) basée à Rabat.
En 2003, Younes El Mechrafi est nommé conseiller du Ministre de la Justice chargé des nouvelles technologies et de la modernisation.
En 2006, il occupe le poste de directeur général de la société de services en ingénierie informatique Archos Conseil basée à Casablanca et filiale du groupe ONA.
Le 16 novembre 2009, Younes El Mechrafi est nommé directeur-général de la Marocaine des jeux et des sports (MDJS) qui a pour mission de contribuer au financement du Fonds national de développement du sport (FNDS) à travers l’organisation de paris sportifs et de jeux de loterie instantanés,.

## Fonctions
Au-delà de ses responsabilités de Directeur Général de la MDJS, Younes EL Mechrafi occupe plusieurs fonctions auprès d’instances nationales et internationales, opérant dans les secteurs du sport et des loteries.

### Secteur des Loteries
Il a été élu en mars 2014 Secrétaire Général de l’Association des Loteries d’Afrique (ALA), puis élu membre du Comité exécutif de la World Lottery Association (WLA) en 17 juin 2014.
En janvier 2015, il est membre fondateur de Global Lottery Monitoring System  (GLMS) et est élu secrétaire. En Juin 2021, il a été à nouveau élu membre du comité exécutif de GLMS.
En novembre 2018, dans le cadre de sa mission au sein de la WLA, il est nommé président de l'Audit Commitee.
En octobre 2022, lors de l'Assemblée Générale de la WLA à Vancouver, il est élu Vice-Président de la World Lottery Association.

### Monde du Sport
En 2011, il est membre du Conseil d'Administration fondateur de la Fondation Mohammed VI des Champions Sportifs. Il a été par la suite élu Vice-Président en 2016.
En mars 2019, en tant que Directeur Général de la MDJS, il fait partie des membres fondateurs du comité exécutif de l’Association pour la Promotion du Sport en Entreprise au Maroc (APSEM) et en est élu le Président.
À la suite de cette élection, Younes El Mechrafi est élu Vice-Président de la World Federation for Company Sport représentant l'Afrique, à Athènes le 08 juin 2019.
Depuis juin 2021, il est membre du comité exécutif fondateur de la Fédération Marocaine des Professionnels du Sport dont il est Vice-Président.